# Hyadaphis foeniculi
Hyadaphis foeniculi é o nome científico do afídio conhecido pelos nomes vulgares de pulgão-da-erva-doce, ou pulgão-das-umbelíferas (ou afídio, afídeo ou piolho em vez de pulgão). As formas ápteras são de pequeno ou médio tamanho, com corpo geralmente acinzentado e com antenas, membros, sifúnculos e cauda escuros. As formas aladas têm um abdómen mosqueado com pintas verde-escuras e uma mancha escura na base de cada sifúnculo.